# الین دوترا
الین دوترا (انگلیسی: Olin Dutra؛ ۱۷ ژانویهٔ ۱۹۰۱ – ۵ مهٔ ۱۹۸۳) یک گلف‌باز بود.